# Sharpsburg (Iowa)
Sharpsburg è un comune degli Stati Uniti d'America, situato nello Stato dell'Iowa, nella contea di Taylor.